# Anthea McIntyre

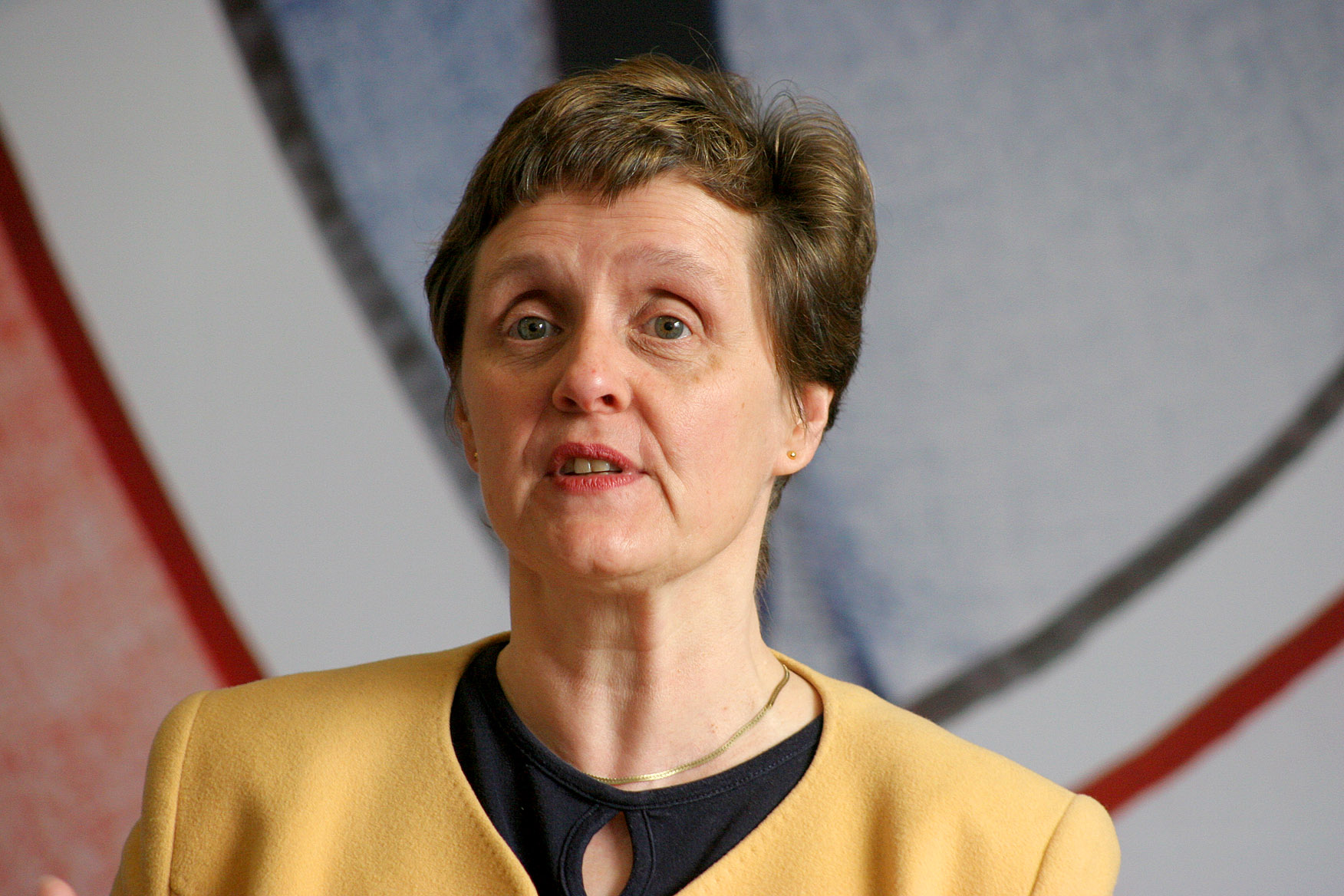
Anthea McIntyre

Anthea Elizabeth Joy McIntyre (Londen, 29 juni 1954) is een Brits Europarlementslid sinds 2011.

## Levensloop
Anthea is de dochter van David Scott McIntyre en Joy Irma Stratford. Ze liep school in Claremont School, Esher, en Queen's College, London. Ze werd vanaf 1976 in Ross-on-Wye partner in de Wythall Estate. In 1985 werd ze consultant bij MCP Management Consultants, en werd van 1991 tot 2011 partner in de vennootschap.
Ze was kandidaat voor de Conservative Party:
- voor de parlementsverkiezingen van 1997 in Redditch,
- voor de Europese verkiezingen in 2009.

In beide gevallen werd ze niet verkozen, maar in december 2011 werd ze vooralsnog Europees Parlementslid als vertegenwoordiger van de West Midlands. De reden hiervoor was dat na het Verdrag van Lissabon het parlement werd uitgebreid en Groot-Brittannië er een zetel bijkreeg die door de regering, op basis van bevolkingsstatistieken werd toegewezen de West Midlands. Daar werd beslist de zetel toe te wijzen aan de kandidaat die zou verkozen geweest zijn in 2009 indien de nieuwe regels toen al golden. Zo kwam men uit bij Anthea McIntyre.
Sindsdien was ze in het Europees Parlement actief in de Commissies Burgerrechten, Justitie en Binnenlandse Zaken. Ze maakte ook deel uit van de Delegatie voor de relaties met India.
Voor de Europese verkiezingen van mei 2014 werd ze aangeduid als tweede kandidaat op de lijst voor de kiesomschrijving West Midlands, na Philip Bradbourn.
In 1999 is Anthea McIntyre getrouwd met Frank Myers, MBE. Ze wonen in Walford, Ross-on-Wye.